# Idea godmani
Idea godmani är en fjärilsart som beskrevs av Charles Oberthür 1879. Idea godmani ingår i släktet Idea och familjen praktfjärilar. Inga underarter finns listade i Catalogue of Life.